# هنرمند (فیلم ۱۹۶۰)
هنرمند (انگلیسی: The Entertainer) فیلمی به کارگردانی تونی ریچاردسون است که در سال ۱۹۶۰ منتشر شد. از بازیگران آن می‌توان به لارنس الیویه، جوآن پلورایت، دنیل ماسی، آلن بیتس و آلبرت فینی اشاره کرد.